# 国粋大衆党
国粋大衆党（こくすいたいしゅうとう）は日本の右翼団体。笹川良一を総裁とし、国粋主義を標榜した。

## 概要
国防社を母体に1931年（昭和6年）結党。本部は大阪市東区北浜に置かれ、23の支部があった。党員数約1万5千名。後の国粋同盟（1942年（昭和17年））・日本勤労者同盟（戦後）。
満蒙進出、満州国承認、暴支膺懲、国際連盟脱退、国体明徴、天皇機関説批判、反英親独伊、汪兆銘南京政府承認、南洋進出などの強硬外交を主張し、幣原喜重郎に代表される協調外交政策（幣原外交）を「軟弱外交」として非難した。
ファシズムの影響も受けており、笹川良一はベニート・ムッソリーニを崇拝し、イタリアのファシスト党の制服を似せて私兵に黒シャツの国防服を着せていたという。

## 沿革
- 1931年（昭和6年）2月21日、結党。3月10日、天王寺公会堂で結党式開催。4500名の聴衆を集める。
- 1932年（昭和7年）、満州国即時承認国民大会開催。
- 1932年（昭和7年）10月、機関誌「国粋大衆」創刊。
- 1932年（昭和7年）、国粋義勇飛行隊を設立し航空隊長を務めた｡
- 1933年（昭和8年）、大阪府中河内郡に「大阪防空飛行場」[1]の建設開始。
- 1934年（昭和9年）、国粋大衆党編『軍縮国難に善処せよ―附・断乎として均等兵力を主張せよ』を発行。
- 1934年（昭和9年）、「大阪防空飛行場」を大日本帝国陸軍に献納。
- 1935年（昭和10年）、国粋大衆党社会教化部は井頭利栄『斯くして我が日本民族は世界を統一する 』を発行。
- 1935年（昭和10年）3月、国粋大衆党幹部の藤吉男は一木喜徳郎枢密院議長宅を天皇機関説の提唱者として襲撃した。藤は「喧嘩八段」と称される武闘派であった。
- 1935年（昭和10年）8月、6日から7日にかけて笹川良一以下党員15名（幹部9名を含む）は髙島屋、大阪鉄道 (2代目)、イリドミスン鉱業、東京生命、阪急電鉄、合同伝記などへの恐喝容疑で検挙された。同月17日には笹川良一総裁が解散の意思表明を出した[2]が、実際には解散はなされなかった（これには誤報説[3]もある。）。
- 1937年7月22日、大阪の天王寺公園にて「対支那問題」の演説会で聴衆1万5千名を集める。
- 1939年（昭和14年）12月23日～翌年1月、純国産機「大和号」 [4]で独・伊に飛び、紋付・袴でムッソリーニと会見した。ファシスト党戦没将士の墓にも詣で、ファシスト党青少年訓練事業部などを訪れた。
- 1940年（昭和15年）6月、笹川は党機「国粋号」で満州・北支を訪問し、「東洋のマタ・ハリ」と呼ばれた川島芳子とも親交を持った。
- 1941年（昭和16年）7月、北守南進演説会開催。
- 1941年（昭和16年）9月、国粋大衆党東亜部長に児玉誉士夫が就任。
- 1942年（昭和17年）4月、東條内閣下の翼賛選挙（第21回衆議院議員総選挙）で笹川良一総裁は大政翼賛会の「非推薦候補」として衆議院議員に当選。
- 1942年（昭和17年）7月20日、国粋同盟に改称。